# ميشيل ميغيل دا سيلفا
ميشيل ميغيل دا سيلفا (بالبرتغالية: Michel Miguel da Silva) هو لاعب كرة قدم برازيلي، ولد في 8 يونيو 1981 في ساو باولو في البرازيل. لعب مع نادي سبورت ريسيفه ونادي سيارا ونادي فيتوريا.

## وصلات خارجية
- ميشيل ميغيل دا سيلفا على موقع قاعدة بيانات كرة القدم.إي يو (الإنجليزية)
- ميشيل ميغيل دا سيلفا على موقع Soccerway.com (الإنجليزية)